# Discocactus
Discocactus Pfeiff. è un genere di piante succulente della famiglia delle Cactacee.

## Tassonomia
Il genere comprende le seguenti specie:

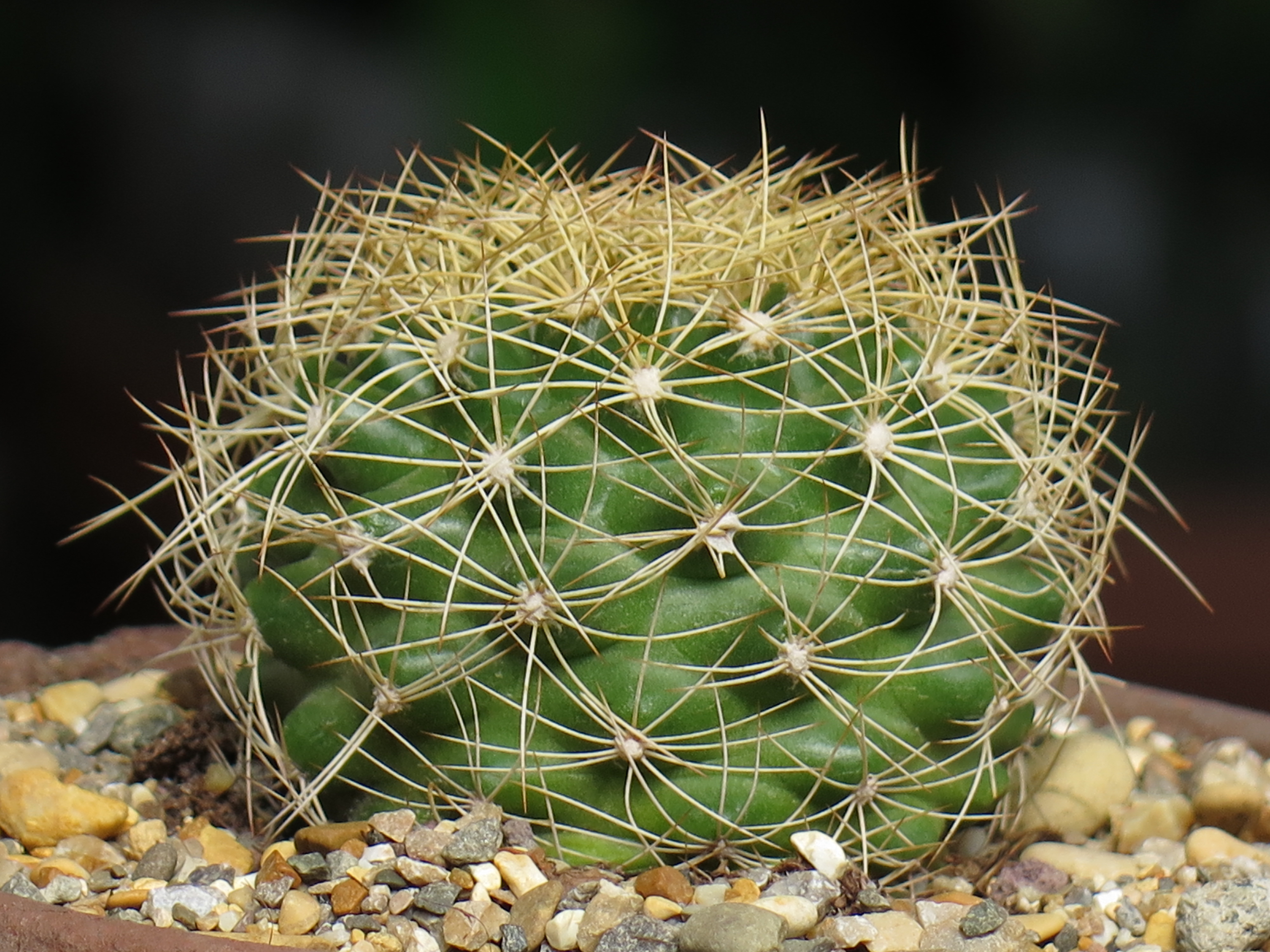
Discocactus zehntneri

- Discocactus bahiensis Britton & Rose
- Discocactus boliviensis Backeb. ex Buining
- Discocactus buenekeri W.R.Abraham
- Discocactus catingicola Buining & Brederoo
- Discocactus diersianus Esteves Pereira
- Discocactus fariae-peresii P.J.Braun
- Discocactus ferricola Buining & Brederoo
- Discocactus hartmannii (K.Schum.) Britton & Rose
- Discocactus heptacanthus (Barb.Rodr.) Britton & Rose
- Discocactus horstii Buining & Brederoo
- Discocactus placentiformis (Lehm.) K.Schum.
- Discocactus pseudoinsignis N.P.Taylor & Zappi
- Discocactus zehntneri Britton & Rose